# Munkabodammen
Munkabodammen är en sjö i Vaggeryds kommun i Småland och ingår i Lagans huvudavrinningsområde. Sjön har en area på 0,0631 kvadratkilometer och ligger 172,9 meter över havet. Sjön avvattnas av vattendraget Lagan (Härån).

## Delavrinningsområde
Munkabodammen ingår i det delavrinningsområde (636401-140964) som SMHI kallar för Utloppet av Hubbestadsjön. Medelhöjden är 203 meter över havet och ytan är 30,05 kvadratkilometer. Räknas de 15 delavrinningsområdena uppströms in blir den ackumulerade arean 372,13 kvadratkilometer. Delavrinningsområdets utflöde Lagan (Härån) mynnar i havet. Delavrinningsområdet består mestadels av skog (68 procent) och sankmarker (13 procent). Avrinningsområdet har 0,97 kvadratkilometer vattenytor vilket ger det en sjöprocent på 3,2 procent.